# Gyalopion
Gyalopion (гачконоса змія) — рід змій родини полозових (Colubridae). Представники цього роду мешкають на південному заході США та на півночі Мексики.

## Опис
Гачконосі змії — це змії середнього розміру, загальна довжина яких (враховуючи хвіст) рідко перевищує 25,5 см. Верхня частина тіла у них світло-коричнева, поцяткована темно-коричневими смугами. Нижня частина тіла біла або кремова. характерною рисою гачконосих змій є задертий догори кінець морди з увігнутою ростральною лускою, на відміну від свиноносих змій, у яких ростральна луска кілеподібна.
Гачконосі змії віддають перевагу низькотравним лукам. Вони ведуть прихований, нічний спосіб життя, ховаються серед каміння або зариваються в ґрунт. Живляться павуками і багатоніжками. Відкладають яйця.

## Види
Рід Gyalopion нараховує 2 види:
- Gyalopion canum (Cope, 1860)
- Gyalopion quadrangulare (Günther, 1893)

## Етимологія
Наукова назва роду Gyalopion походить від сполучення слів дав.-гр. γυαλον — пустий, порожнистий і πιων — товстий.